# That's Amore (musikalbum)
That's Amore är ett musikalbum från 2004 av jazzsångerskan Sofia Pettersson.

## Låtlista
1. Nobody (Paul Simon) – 4'16
2. When About to Leave (Sofia Pettersson) – 3'58
3. That's Amore (Harry Warren/ Jack Brooks) – 4'02
4. Miss You (Sofia Pettersson) – 3'10
5. He's All Right (Sofia Pettersson) – 3'58
6. Music Music Music (Stephan Weiss/ Bernie Baum) – 2'48
7. It's Happening (Sofia Pettersson) – 4'15
8. Fool on the Hill (John Lennon/ Paul McCartney) – 4'17
9. When You're Smiling (Larry Shay/ Mark Fisher/ Joe Goodwin) – 4'12
10. Never Can Say Goodbye (Clifton Davis) – 3'09

## Medverkande
- Sofia Pettersson – sång
- Petter Bergander – piano
- Martin Höper – bas
- Ola Bothzén – trummor, slagverk
- Markus Sandlund – cello

## Recensioner
- Svenska Dagbladet 2004-12-03